# FOXP3
FOXP3 (abbreviazione di forkhead box P3) è un fattore di trascrizione della famiglia forkhead espresso dai linfociti T regolatori. Ha una funzione fisiologica importante nel controllo della risposta immunitaria, garantendo la tolleranza immunologica ed evitando il fenomeno dell'autoimmunità. Mutazioni del gene FOXP3 sono state identificate in alcuni casi di malattie autoimmunitarie generalizzate, come le poliendocrinopatie, in cui il sistema immunitario causa la distruzione delle ghiandole endocrine.